# Camille Chamoun
Camille Nimr Chamoun (în arabă كميل نمر شمعون, transliterat: Kamil Nimr Sham'un; n. 3 aprilie 1900, Deyr el-Qamar⁠(d), Guvernoratul Munții Liban, Liban – d. 7 august 1987, Beirut, Liban) a fost un om politic libanez, membru și lider politic al comunității creștine maronite, președinte al Libanului între anii 1952-1958.

## Anii de tinerețe și studii
Camille Nimr Chamoun s-a născut în anul 1900 în orășelul Dir al Kamar din Munții Liban, într-o familie proeminentă din comunitatea creștină siro-maronită. Un unchi al său, Auguste Adib Pașa, a fost de două ori prim-ministru al Libanului.
Chamoun a învățat și a făcut studiile elementare și liceale la Școala catolică a călugărilor mariști (les frères Maristes) la Beirut. A fost silit, însă, să întrerupă școala în urma izbucnirii Primului Război Mondial, când toată familia sa a fost deportată în anul 1916 de către autoritățile otomane la Kir Șehir, în Anatolia.    
Întors fără resurse în patrie la 6 ianuarie 1919 s-a angajat, de nevoie, ca funcționar al Serviciului otoman al Datoriilor publice, care era în curs de lichidare. A demisionat scârbit după cinci luni și s-a înscris la facultatea de drept a Universității Saint Joseph din Beirut. A terminat strălucit licența în anul 1923, fiind admis în baroul de avocați în anul următor 1924.
În 1922 a lucrat o vreme la Biblioteca națională a Libanului, la a cărei reorganizare a luat o parte activă. Paralel cu activitatea avocațială, Chamoun a început să scrie în presa francofonă din Beirut articole în domeniile juridic și economic. Fiind remarcat de redactorul șef al ziarului cotidian Le Réveil, a devenit un colaborator permanent al acestuia. Articolele editoriale pe care le-a scris, și care au fost ulterior publicate în volum în anii 1980, erau scrise într un stil curat și concis.

## Cariera politică - deputat și ministru sub regimul mandatar francez
În 1934, a fost ales pentru întâia dată în Adunarea Națională a Libanului ca deputat din partea regiunii natale a Muntelui Liban, care reprezenta fieful său electoral. A fost reales deputat și în anii 1937 și 1943.
În anul 1930 el s-a căsătorit cu Zalfa Thabet.
În anul 1937 Chamoun a fost numit ministru de finanțe și al lucrărilor publice din guvernul libanez.
În acea perioadă împreună cu liderul druz, Madjid Arslan, și cu liderii creștini Hamid Frangieh și Bichara Al Khouri a înființat Blocul Constituțional care s-a identificat cu mișcarea națională arabă, căutând o înțelegere cu comunitățile musulmane.
Între anii 1943-1944 a fost ministru de interne.
Din cauza politicii sale în favoarea obținerii independenței față de Franța, la 11 noiembrie 1943 Chamoun a fost arestat de autoritățile coloniale franceze și deținut vreme de 11 zile în Castelul Rashaia, împreună cu alți doi lideri libanezi, Béchara el-Khoury și Riad Solh. După numeroase proteste publice, ei au fost eliberați la 22 noiembrie 1943. Această dată a fost ulterior proclamată Ziua Independenței a Libanului.

## În Libanul independent. Președinte al Republicii 1952-1958
În anul 1944 Chamoun a fost trimis ca ambasador al Libanului la Londra, iar între 1945-1948 și-a reprezentat țara la O.N.U.. În anii 1947 și 1951 el a fost iarăși reales în Adunarea Națională.
În anul 1952 Camille Chamoun s-a numărat printre personalitățile politice care au avut o influență covârșitoare în înlăturarea de la putere a președintelui Bichara al Khouri. În cele din urma el însuși a fost ales ca succesor al lui Al Khouri la președinția Libanului. În timpul guvernării sale, Chamoun s-a îndepărtat de grupările politice care l-au adus la putere, care cereau modificări constituționale și alocarea mai multor resurse populației necreștine, adică musulmanilor și druzilor din țară.
Chamoun a adoptat o politica pro-occidentală și a întărit legăturile Libanului mai cu seamă cu regimurile conservatoare din regiune: monarhiile hashemite din Irak și Iordania, precum și cu Turcia și țările din Peninsula Arabică, în detrimentul regimurilor militare și „revoluționare” din Egipt și Siria.
În ultimii doi ani ai mandatului său ca președinte s-au ascuțit în Liban tensiunile dintre comunitățile religioase, pe fondul unor factori interni si al unor transformări politice pe arena Orientului Mijlociu. Politica panarabistă și antioccidentală a președintelui egiptean Gamal Abdel Nasser a contribuit la ațâțarea confruntărilor inter- confesionale din Liban. Chamoun însuși a contribuit la creșterea animozităților prin încercările sale de a modifica Constituția pentru a fi ales încă o dată ca președinte.

### Războiul civil din 1958
În mai 1958 Libanul a căzut pradă războiului civil, iar Chamoun s-a văzut nevoit să apeleze la ajutorul țărilor occidentale în frunte cu Statele Unite. O parte din ajutorul primit a constat în arme transferate în Liban de pe teritoriul Israelului. 
Vreme de o lună un avion iranian de tip Dakota a transportat în Liban arme și muniții din prada de război a Israelului din Războiul din Sinai, decolând de fiecare dată de la baza aeriana israeliană Tel Nof.
Statele Unite a intervenit în conflict și în mod direct, prin trimiterea de unități de desant care au debarcat pe coasta Libanului și a căror prezență a silit taberele rivale să ajungă la un compromis. Acordul dintre părți a inclus sfârșitul președinției lui Camille Chamoun și alegerea în locul acestuia a generalului Fouad Chehab, care până atunci era comandantul armatei libaneze.
După încheierea mandatului său ca președinte, Chamoun a părăsit pentru o vreme viața politică.

## Lider al Partidului Național Liberal
La începutul anilor 1960 el a revenit pe scenă, înființând Partidul Național Liberal pe care l-a condus până în anul 1985. Partidul său a apărat cu tărie interesele populației creștine maronite din Liban.
La începutul celui de al Doliea Război Civil din Liban Chamoun a deținut funcția de ministru de interne și a devenit mâna dreaptă a președintelui Suleןman Frangieh. De asemenea, la fel ca alte tabere politice, Chamoun a întemeiat o forță paramilitară a partidului său, denumită „Tigrii libanezi” sub conducerea fiului său Danny Chamoun. Chamoun și fiul său au menținut în aceasta perioadă contacte și cu Israelul, de la care au primit asistență militară și civilă.
El a efectuat o dată o vizită nocturnă secretă și rapidă în Israel, cu care ocazie l-a întâlnit pe premierul israelian Menahem Beghin și a vizitat Orașul Vechi al Ierusalimului.
„Tigrii libanezi” ai Partidului Național Liberal, opuși cu înverșunare prezenței militare și influenței regimului baasist al Siriei în țară, au reprezentat un factor însemnat în cadrul forțelor înarmate ale creștinilor din Liban, până ce au fost neutralizate și desființate din punct de vedere militar în iulie 1980 de către Falangele libaneze sub comanda lui Bechir Djemayel. Chamoun a fost nevoit să accepte lichidarea forței armate a taberei sale și să consimtă la continuarea cooperării politice cu Bechir Djemayel.
După asasinarea acestuia din urmă în 1982 Chamoun a cântărit posibilitatea de a candida la succesiunea acestuia la președinția Libanului, dar a renunțat, după unele surse, deoarece nu ar fi fost agreat de către Israel, ale cărui forțe invadaseră în acea vreme Libanul în cadrul luptei contra Organizației pentru Eliberare a Palestinei care își avea cartierele generale și o bună parte a forțelor în Liban. În cele din urmă a fost ales ca președinte un frate al președintelui asasinat, Amin Djemayel, iar în 1984 Camille Chamoun s-a alăturat guvernului ca vicepremier, după anularea acordului de înțelegeri dintre Israel și Liban. El a îndeplinit această funcție până în ziua decesului său în urma unui infarct miocardic în anul 1987.
A lăsat în urma sa doi fii, Danny Chamoun, care a fost asasinat împreună cu soția și doi dintre copiii săi în anul 1990, și Dori Chamoun.

## Cărți
- Crise au Moyen Orient- carte autobiografică

## In memoriam
- Stadionul sportiv cel mai mare din Liban îi poartă numele